# Antoni Władysław Idźkowski
Antoni Władysław Idźkowski (ur. 5 czerwca 1884 w Ostrowie Wielkopolskim, zm. 9 października 1973 w Łodzi) – polski nauczyciel, dyrektor Gimnazjum Handlowego Zgromadzenia Kupców w Łodzi, krajoznawca, działacz społeczny.

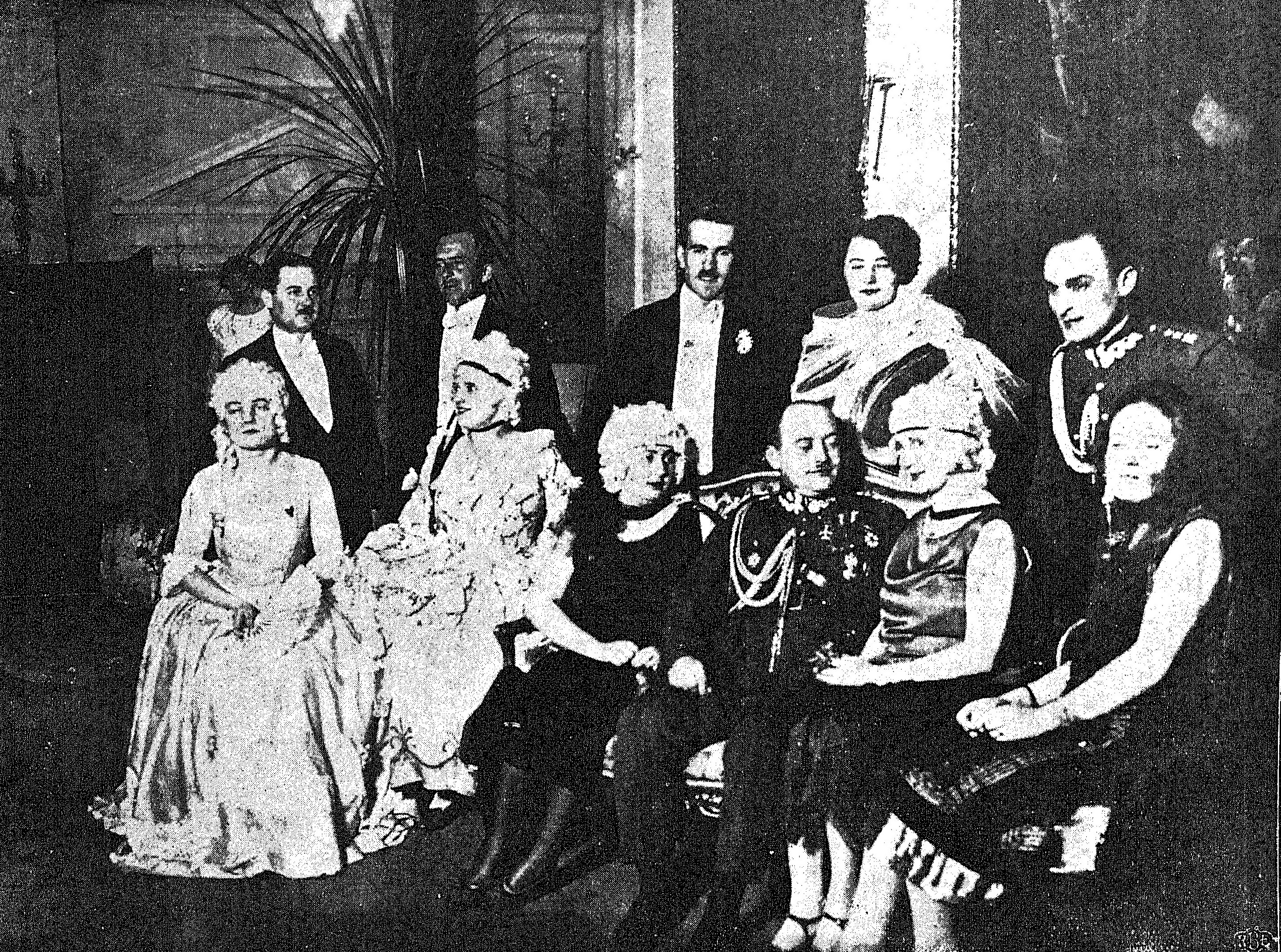
Raut akademicki w Filharmonii w Łodzi (marzec 1925). Pierwszy od lewej stoi Antoni Idźkowski, a druga od prawej siedzi Jadwiga Idźkowska

## Życiorys
Antoni Władysław Idźkowski urodził się 5 czerwca 1884 w Ostrowie Wielkopolskim, w rodzinie Wincentego i Anny z Dymalskich. Ukończył naukę w gimnazjum w Ostrowie Wielkopolskim. Studiował na uniwersytecie, a w 1909 ukończył kształcenie w Handelshochschule (Wyższa Szkoła Handlowa) w Lipsku.
W 1909 podjął pracę nauczyciela. W latach 1909–1912 pracował jako nauczyciel języka niemieckiego i przedmiotów ekonomicznych w Szkole Komercyjnej E. Rontalera w Warszawie. W 1913 przeniósł się do Łodzi, i tam w Szkole Handlowej Zgromadzenia Kupców był nauczycielem języka niemieckiego.
W czasie I wojny światowej w latach 1915–1916 walczył na froncie pod Ypres. W 1916 wrócił do Łodzi, do tej samej szkoły, nadal był nauczycielem języka niemieckiego oraz arytmetyki handlowej i pracował tam do 1919. W latach 1919–1920 był krajowym inspektorem w Departamencie Szkół Zawodowych w Ministerstwie Wyznań Religijnych i Oświecenia Publicznego w Warszawie. Od 1920 do wybuchu II wojny światowej w 1939 był dyrektorem Gimnazjum Handlowego Zgromadzenia Kupców w Łodzi. Działał w łódzkim kole Towarzystwa Nauczycieli Szkół Średnich i Wyższych (kilka razy był prezesem koła) i w wojewódzkim komitecie Ligi Obrony Powietrznej i Przeciwgazowej (od 1924 członek oraz sekretarz zarządu), otrzymał Złotą Odznakę Honorową Ligi Obrony Powietrznej i Przeciwgazowej. W lipcu 1935 został powołany przez komisarycznego prezydenta Łodzi Wacława Głazka do składu komisji teatralnej w tym mieście.
Po wysiedleniu z Łodzi w grudniu 1939 zamieszkał w Warszawie, gdzie przez okres okupacji pracował jako urzędnik w prywatnej firmie i prowadził tajne nauczanie. Brał udział w powstaniu warszawskim 1944.
Po wyzwoleniu wrócił w styczniu 1945 do Łodzi. Był organizatorem Szkoły Głównej Handlowej w Łodzi. W Wyższej Szkole Ekonomicznej został sekretarzem oraz lektorem języka niemieckiego. W latach 1950–1969 był lektorem języka niemieckiego w Akademii Medycznej w Łodzi.
Był członkiem Polskiego Towarzystwa Krajoznawczego (PTK) i Polskiego Towarzystwa Turystyczno-Krajoznawczego (PTTK).
26 lipca 1910 poślubił Jadwigę Rądlewską. Miał córkę i syna.
Zmarł 9 października 1973 w Łodzi. Został pochowany na cmentarzu Powązkowskim w Warszawie (kwatera 29 wprost-5-7).